# یواس‌اس کانفدرسی (۱۷۷۸)
یواس‌اس کانفدرسی (۱۷۷۸) (به انگلیسی: USS Confederacy (1778)) یک کشتی بود که طول آن ۱۵۳ فوت (۴۷ متر) بود. این کشتی در سال ۱۷۷۸ ساخته شد.